# Petite-Somme
Petite-Somme est un hameau de la commune belge de Durbuy situé en Région wallonne dans la province de Luxembourg.
Avant la fusion des communes, il faisait partie de la commune de Septon.

## Situation
Ce hameau de Famenne se situe en rive gauche de l'Ourthe entre les villages de Petit-Han et Somme-Leuze.

## Description
Le noyau le plus ancien du hameau s'est développé autour de l'église Saint-Étienne bâtie en pierre calcaire et du château de Petite-Somme de style néo-gothique construit en 1888 mais dont l'origine remonterait au XIe siècle. Il est occupé par des adeptes de l'Association internationale pour la conscience de Krishna.
Au nord-ouest du hameau, se trouve le domaine de Bellevue, vaste quartier résidentiel de construction plus récente.

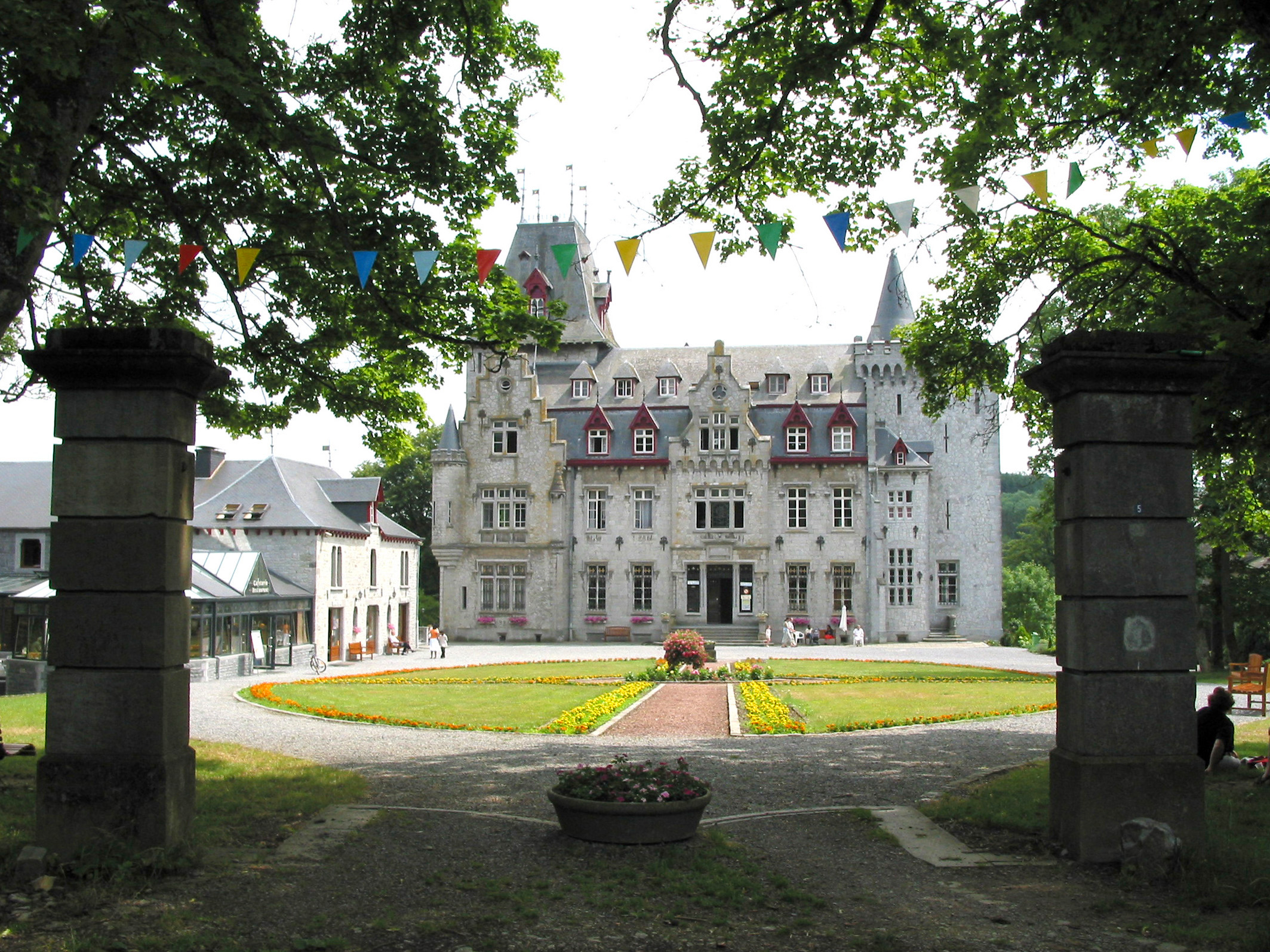
Le château de Petite-Somme